# Moitessieria cocheti
Moitessieria cocheti is een slakkensoort uit de familie van de Moitessieriidae. De wetenschappelijke naam van de soort is voor het eerst geldig gepubliceerd in 2003 door Boeters & Falkner.